# Stockert (Berg)
Der Stockert zwischen Eschweiler und Holzheim im nordrhein-westfälischen Kreis Euskirchen ist ein 433,9 m ü. NHN hoher Berg des Münstereifeler Waldes in der Eifel. Auf ihm steht das Radioteleskop Astropeiler Stockert.

## Geographie

### Lage
Der Stockert erhebt sich im Westen des Münstereifeler Waldes. Sein Gipfel liegt 1,4 km westsüdwestlich von Eschweiler, einem Stadtteil von Bad Münstereifel, 1,8 km östlich von Holzheim und 1,8 km (jeweils Luftlinie) südöstlich von Weiler am Berge, die beide zur Stadt Mechernich gehören; die Grenze beider Städte verläuft über den Gipfel. Südöstlich vorbei am Berg verläuft ein Abschnitt des Eschweiler Bach, der rund 3 Bachkilometer weiter östlich in Bad Münstereifel in die Erft mündet. Der Berg ist teilweise bewaldet, aber auf der Gipfelregion am Astropeiler Stockert waldlos, und seine Hochlagen im Norden und Westen werden landwirtschaftlich genutzt.

### Naturräumliche Zuordnung
Der Stockert gehört in der naturräumlichen Haupteinheitengruppe Osteifel (Nr. 27) und in der Haupteinheit Münstereifeler Wald und Nordöstlicher Eifelfuß (274) zur Untereinheit Münstereifeler Tal (274.0), wobei seine Landschaft nach Norden in der Haupteinheit Mechernicher Voreifel (275) in die Untereinheit Antweiler Senke (275.3) und nach Südwesten in der Haupteinheit Kalkeifel (276) in die Untereinheit Sötenicher Kalkmulde (276.0) abfällt.

## Schutzgebiete
Auf der Nordwestflanke des Stockert liegen Teile des Naturschutzgebiets (NSG) Kalkkuppenlandschaft zwischen Wachendorf und Pesch (CDDA-Nr. 329476; 2000; 90 ha) und auf seiner Südflanke solche des NSG Eschweiler Tal und Kalkkuppen (CDDA-Nr. 329470; 1969 ausgewiesen; 6,36 km² groß) und Teile des Fauna-Flora-Habitat-Gebiets Eschweiler Tal und Kalkkuppen (FFH-Nr. 5406-301; 3,85 km²). Südwestlich über nordwestlich bis nordöstlich seines Gipfels befinden sich Teile des Landschaftsschutzgebiets Kreis Euskirchen (Teilfläche 1) (CDDA-Nr. 322308; 1981; 795,04 km²).

## Verkehr, Wandern, Freizeit
Etwas südwestlich und westlich vorbei am Berg führen die Landesstraßen 165 (Nöthen–Holzheim) und 499 (Holzheim–Weiler am Berge). Von letzterer zweigt in Weiler am Berge die Kreisstraße 45 ab, die ostsüdostwärts nach Eschweiler führt. Von der K 45 wiederum zweigt westlich von Eschweiler ein auf die Gipfelregion führender Fahrweg ab. Zum Beispiel an diesen Straßen beginnend kann der Berg auf Waldwegen und -pfaden erwandert werden. Auf der Nord- und Ostflanke des Stockerts liegt der Golfplatz des Golfclub Bad Münstereifel-Stockert.